# Rhododendron adinophyllum
Rhododendron adinophyllum är en ljungväxtart som beskrevs av Elmer Drew Merrill. Rhododendron adinophyllum ingår i släktet rododendron, och familjen ljungväxter. Inga underarter finns listade i Catalogue of Life.

## Bildgalleri

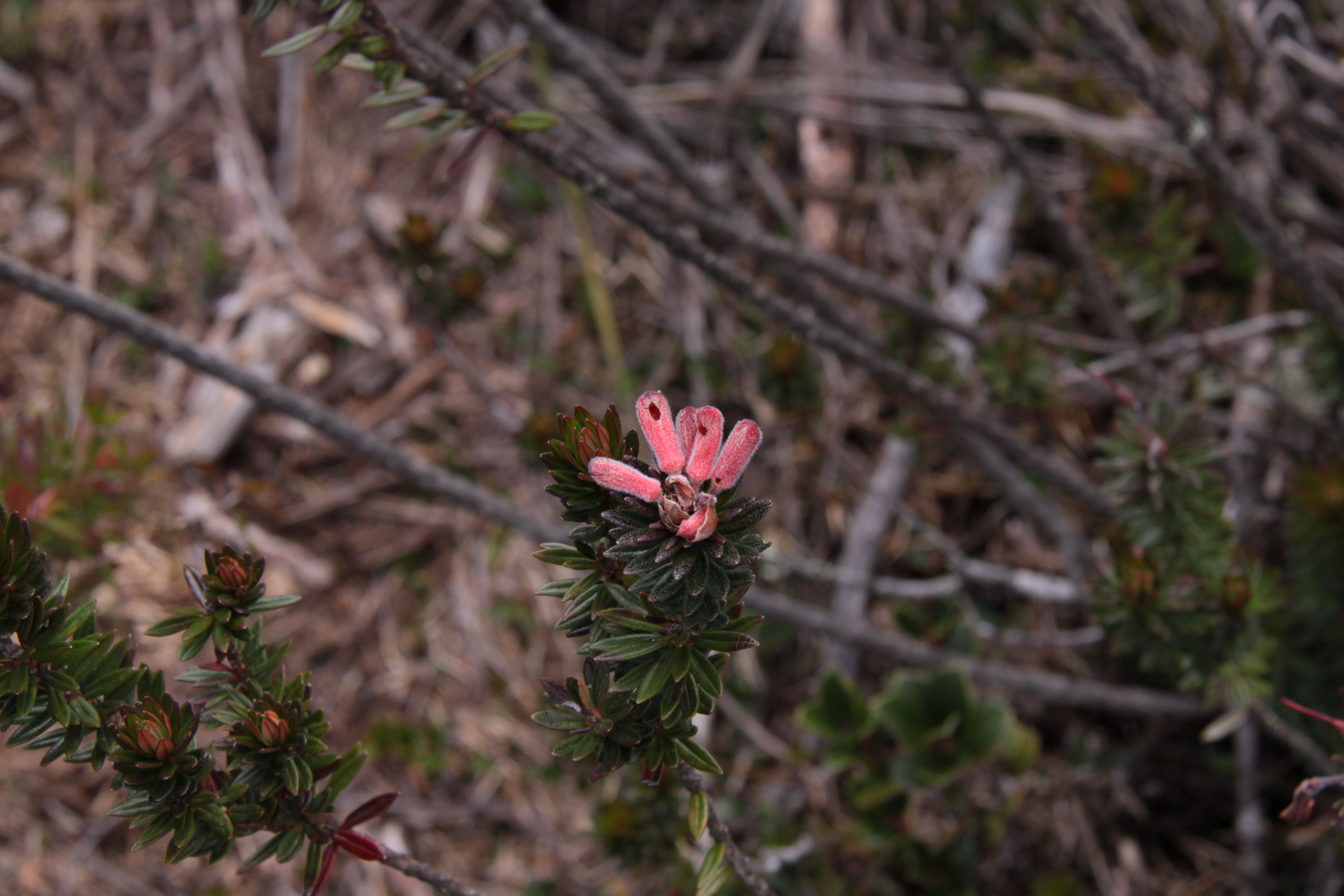
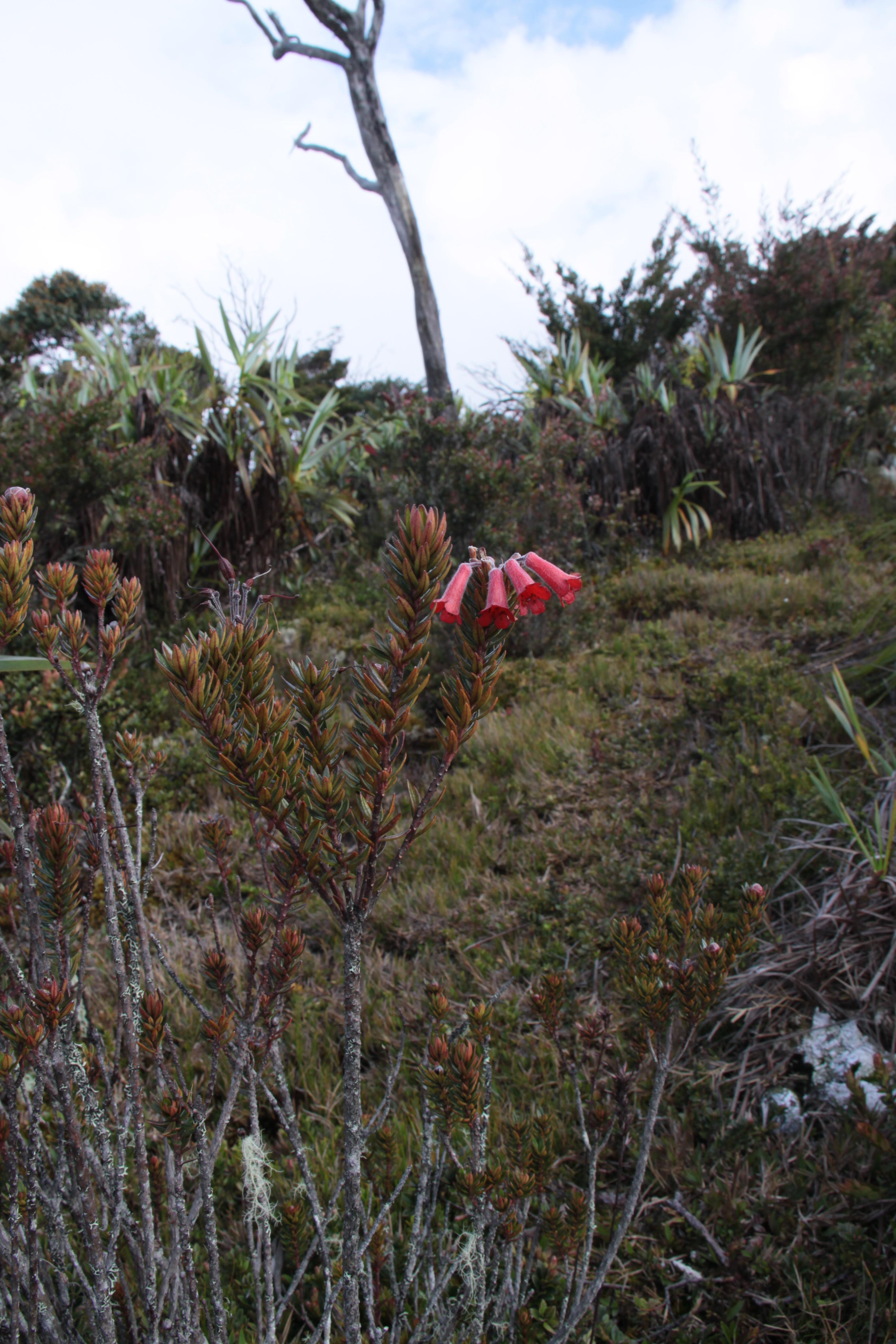
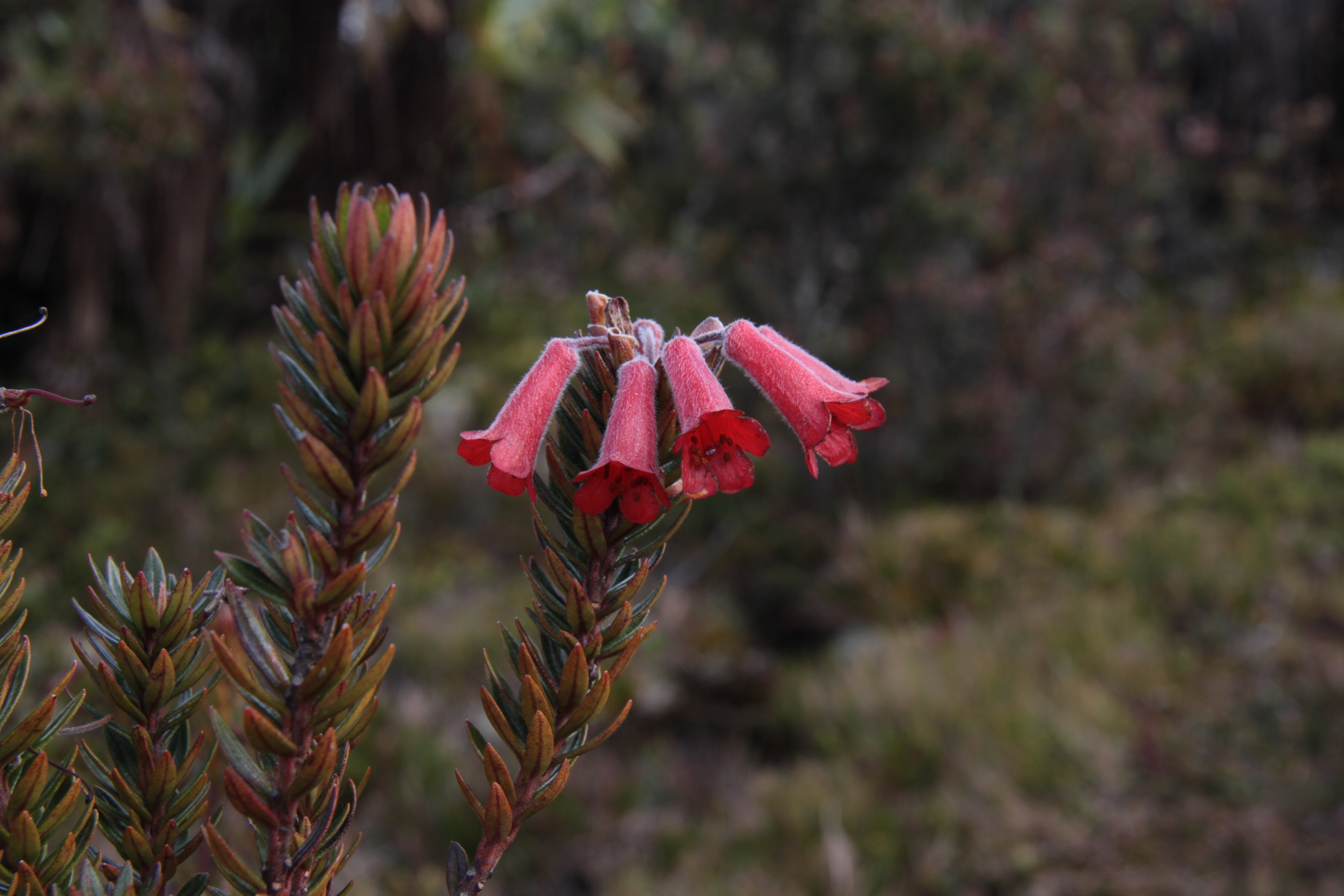
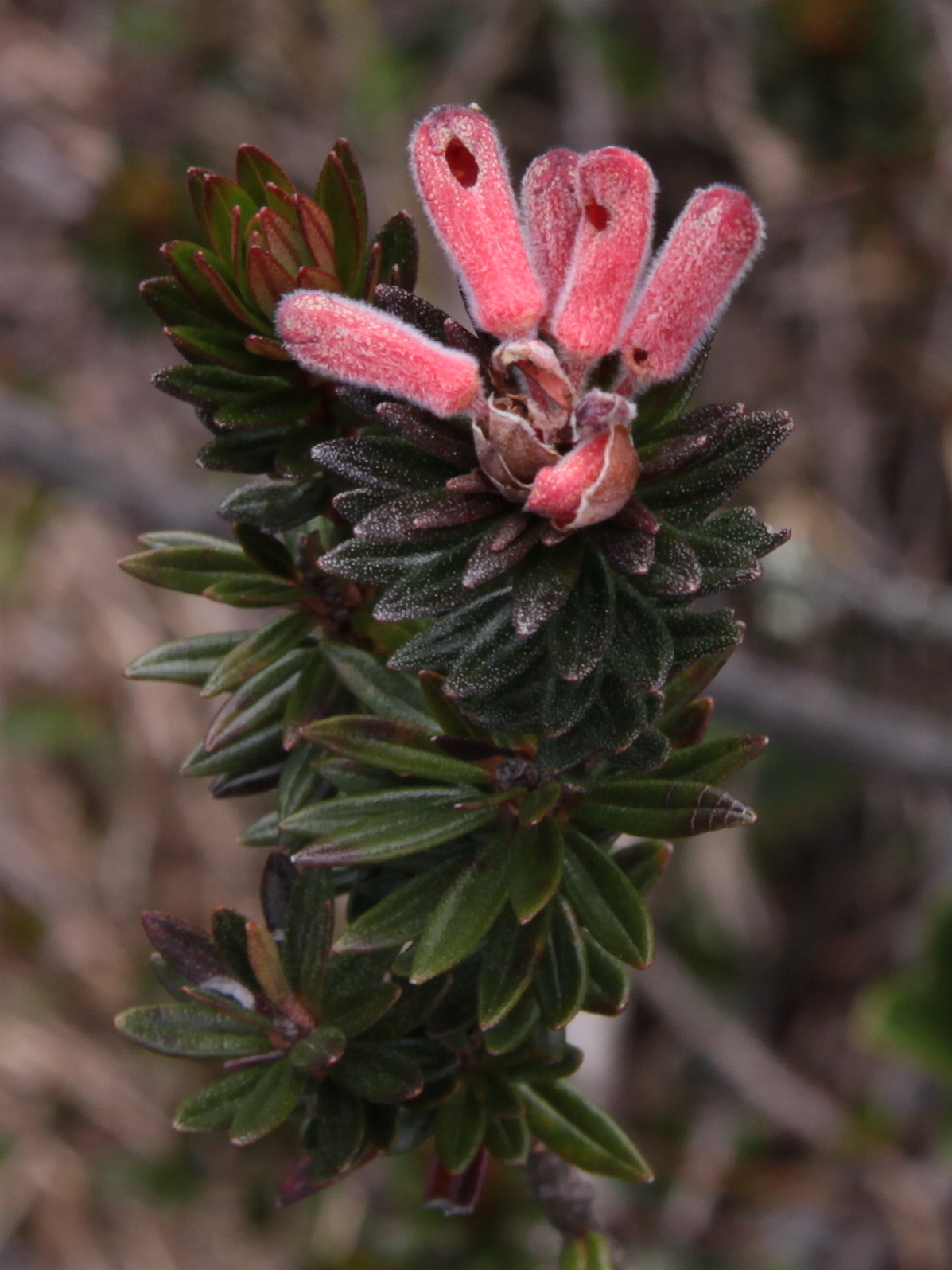